# بلکوود (کارولینای شمالی)
بلکوود (به انگلیسی: Blackwood) یک منطقهٔ مسکونی در ایالات متحده آمریکا است که در کارولینای شمالی واقع شده‌است. بلکوود ۱۴۶٫۹۲ متر بالاتر از سطح دریا واقع شده‌است.